# Марютин, Фридрих Михайлович
Фри́дрих Миха́йлович Марю́тин (7 октября 1924, Астрахань, РСФСР, СССР — 10 сентября 2010, Санкт-Петербург, Россия) — советский футболист, нападающий. Заслуженный мастер спорта СССР (1954).

## Биография
Родился на теплоходе, следовавшем из Баку в Астрахань. Своё имя получил в честь Фридриха Энгельса (решение об имени новорождённого принималось прямо в кают-компании, после жарких споров партийной ячейки парохода).
Первой командой Марютина стал «Зенит» (Подлипки) (с 1939).
Во время Великой Отечественной войны семья Марютиных эвакуировалась в Свердловск. Там Марютин начал свою трудовую деятельность, работая токарем на заводе.
В 1944 году возобновил занятия футболом и стал выступать за «Калининец» (Свердловск). Перед началом сезона 1946 года лучшие футбольные команды, относящиеся к ведомству Министерства оборонной промышленности СССР, были собраны в городе Фрунзе. Целью был отбор лучших игроков для укрепления ленинградского «Зенита». Фридрих Марютин проявил себя на этом сборе и с 1946 года выступал в высшей лиге за «Зенит» (Ленинград), дебютировав 3 мая 1946 года в гостевом матче против московского «Торпедо».
В 1956 году Марютин получил тяжёлую травму, и «Зенит» отказался от его услуг. В 1957 году Марютин перешёл в ленинградский «Авангард» (позже команда стала называться «Адмиралтеец»), за который выступал два года. В первом же году своего выступления за «Авангард» Марютин вместе с командой добился повышения в классе, выйдя в группу «А» (высшую лигу чемпионата СССР).

### Национальная сборная
Попал в состав сборной команды по футболу на летние Олимпийские игры 1952 года в Хельсинки и принял участие в одной игре — 20 июля 1952 года в матче 1/8 финала против сборной Югославии (5:5). Поражение от югославской сборной через день в матче-переигровке (Марютин в этой игре участия не принимал) руководством Советского Союза было расценено как позор (отношения между Югославией и СССР в то время были откровенно враждебные), ряд игроков и тренеров были лишены званий мастеров спорта, а ЦДСА, как один из базовых клубов сборной, был вообще расформирован. Тем не менее игра Фридриха Марютина на Олимпиаде нареканий не вызвала, и через два года после возвращения сборной из Финляндии ему было присвоено звание «Заслуженный мастер спорта СССР».
Всего провёл в составе сборной СССР по футболу две игры (одна официальная).
Умер 10 сентября 2010 года после продолжительной болезни.
Похоронен на Смоленском православном кладбище Санкт-Петербурга.

## Тренерская карьера
После окончания карьеры игрока Фридрих Марютин был тренером в командах:
- «Адмиралтеец» (Ленинград) (1959—1961) — тренер
- СКА (Ленинград) (1962) — главный тренер
- «Зенит» (Ленинград) (1968—1969) — тренер

Старший тренер ленинградских клубных команд ЛОМО (1972—1974, 1976—1981), СК «Комсомолец» (1966—1967, 1970—1971). Был старшим тренером футбольной школы «Зенит» (1963—1965, 1982—1987).

## Награды и достижения
- Заслуженный мастер спорта СССР (1954)
- В списке 33 лучших футболистов сезона в СССР в 1948 году он назывался № 3, а в 1950 и 1951 годах — № 2 на позиции нападающего